# WFDC5
WFDC5 (англ. WAP four-disulfide core domain 5) – білок, який кодується однойменним геном, розташованим у людей на короткому плечі 20-ї хромосоми. Довжина поліпептидного ланцюга білка становить 224 амінокислот, а молекулярна маса — 24 238.
| 10         |  | 20         |  | 30         |  | 40         |  | 50         |
| ---------- |  | ---------- |  | ---------- |  | ---------- |  | ---------- |
| MRTQSLLLLG |  | ALLAVGSQLP |  | AVFGRKKGEK |  | SGGCPPDDGP |  | CLLSVPDQCV |
| EDSQCPLTRK |  | CCYRACFRQC |  | VPRVSVKLGS |  | CPEDQLRCLS |  | PMNHLCHKDS |
| DCSGKKRCCH |  | SACGRDCRDP |  | ARGTAPGCPG |  | QANSDLGSVA |  | LHLSWGPTER |
| VHDGRPGALP |  | AGQHYLYQRW |  | FQPSDNHWPA |  | DTSLQPIHPW |  | FLLLGVKVHS |
| LSSEEGLCIT |  | PVLCTTAIRA |  | SHPS       |  |            |  |            |

A: Аланін

C: Цистеїн

D: Аспарагінова кислота

E: Глутамінова кислота

F: Фенілаланін

G: Гліцин

H: Гістидин

I: Ізолейцин

K: Лізин

L: Лейцин

M: Метіонін

N: Аспарагін

P: Пролін

Q: Глутамін

R: Аргінін

S: Серин

T: Треонін

V: Валін

W: Триптофан

Кодований геном білок за функціями належить до інгібіторів протеаз, інгібіторів серинових протеаз. 
Задіяний у такому біологічному процесі, як альтернативний сплайсинг. 
Секретований назовні.